# یوتی‌اف-۸
یوتی‌اف-۸ (به انگلیسی: UTF-8) که کوته‌نوشت عبارت «قالب تبدیل یونی‌کد ۸ بیتی» (Unicode Transformation Format – 8-bit) می‌باشد، نوعی نویسه کدگذاری برای نوشتار است که فرمت ۸ بیت را رمزگذاری می‌کند و در مجموعه یونی‌کدهای اسکی طراحی شده و برای جلوگیری از مشکلات endianness در یوتی‌اف-۱۶ و یوتی‌اف-۳۲ ساخته شده‌است. بیش از نیمی از وب‌سایت‌ها در سراسر جهان از این یونی‌کد کدگذاری می‌شوند. به‌طور پیش‌فرض این نویسهٔ کدگذاری در سیستم‌عامل، زبان‌های برنامه‌نویسی، رابط برنامه‌نویسی نرم‌افزار و نرم‌افزارهای کاربردی مورد استفاده قرار می‌گیرد. همچنین این نویسه از مهم‌ترین یونی‌کدهای کدگذاری در فونت‌ها و نوشتارهای فارسی در صفحات وب و... محسوب می‌شود.